# Terremoto de Jishishan de 2023
El terremoto de Jishishan de 2023 sucedió a las 23:59 CST del 18 de diciembre, cuando un terremoto con una magnitud de 5,9 a 6,2 sacudió el condado de Jishishan en la provincia de Gansu, China. El terremoto, de poca profundidad, sacudió una zona densamente poblada en la frontera entre las provincias de Gansu y Qinghai. Un total de 151 personas murieron y 982 resultaron heridas en ambas provincias. Esto lo convirtió en el terremoto más mortífero de China desde el Terremoto de Ludian de 2014.

## Entorno tectónico
La cordillera Jishi Shan se encuentra en el segmento más oriental de las Montañas Qilian que forman parte del margen norte de la meseta tibetana. La meseta es una zona engrosada de corteza continental formada como resultado de la colisión en curso entre la Placa India y la Placa Euroasiática. La meseta continúa siendo empujada hacia el norte, mientras se extiende lateralmente, provocando el desarrollo de una combinación de grandes fallas de rumbo lateral izquierdo y una zona de fallas de cabalgamiento. La cordillera Jishi Shan con tendencia NNW-SSE está limitada en ambos lados por fallas que muestran evidencia tanto de empuje como de deslizamiento. Según las observaciones del GPS, la más activa de estas estructuras es la falla marginal oriental, con tasas de desplazamiento estimadas de aproximadamente 1 mm por año tanto para el deslizamiento como para el acortamiento.
Las fallas de Laji Shan con tendencia este-oeste (segmentos norte y sur) delimitan el margen norte de la cordillera, mientras que las fallas de Jishi Shan con orientación noroeste (segmentos este y oeste) se encuentran en el extremo oriental de Laji Shan. Estas dos estructuras de falla representan una zona de transpresión entre la falla Riyue Shan del lado derecho en el norte y la falla Qinling del lado izquierdo en el sur. Se identificaron dos terremotos prehistóricos a lo largo de la zona de la falla, incluido uno que pudo haber destruido Lajia. Las observaciones de velocidad GNSS indican que la falla de Laji Shan produce movimientos de empuje y deslizamiento insignificantes. La falla de Jishi Shan muestra un mayor empuje y movimiento lateral derecho y su segmento oriental muestra una mayor actividad. El potencial sísmico a lo largo de la falla Jishi Shan es mayor en comparación con la falla vecina para eventos de moderados a fuertes.
En abril de 1990, un terremoto de Mw 6,5, inmediatamente precedido por un temblor previo de Mw 6,3 y seguido por una réplica de Mw 6,3, provocó al menos 126 muertes y grandes daños y deslizamientos de tierra. Gansu también se vio afectada por otro terremoto en 1920 que mató a 200.000 personas; a menudo considerado como uno de los terremotos más mortíferos del siglo XX. Las pérdidas relacionadas con los terremotos en China son comunes, incluso en el caso de terremotos de magnitud moderada, debido a la proximidad de los grandes centros de población a los temblores, la prevalencia de estructuras que son vulnerables a los terremotos y la aparición de deslizamientos de tierra en topografías empinadas.

## Terremoto
La Administración de Terremotos de China registró el terremoto con una magnitud de 6,2 en la escala de magnitud de ondas superficiales.  El Servicio Geológico de los Estados Unidos dijo que midió Mww5,9 y golpeó a una profundidad de 10 km (6,2 millas).El tensor de momento centroide global registró el choque en Mw 6,1 a 18,9 km (11,7 millas) de profundidad. Se informó que el temblor duró casi 20 segundos y fue sentido por residentes hasta Xi'an, a 570 kilómetros (350 millas) de distancia en la provincia de Shaanxi. Se registraron al menos nueve réplicas después del sismo principal, y la más grande registró una magnitud de 4,1.
El terremoto se produjo como resultado de una falla inversa a poca profundidad. Se rompió a lo largo de una falla inversa que se dirige hacia el norte y con una inclinación pronunciada, o a lo largo de una falla inversa que se dirige hacia el sur-sureste y que se inclina poco a poco. La región donde ocurrió el terremoto es una región intraplaca ubicada en el margen norte de la meseta tibetana. La meseta tibetana es una región topográfica alta al norte de las montañas del Himalaya que se desarrolló en respuesta a la colisión en curso entre las placas de India y Eurasia.
Según el profesor de la Universidad de Geociencias de China, Xu Xiwei, el terremoto estuvo asociado con una falla a lo largo del borde norte de la cordillera Laji. El Centro de Redes Sísmicas de China dijo que la secuencia sísmica era consistente con un evento del tipo sismo principal-réplica. A 200 km (120 millas) del epicentro del terremoto, sólo se han producido tres terremotos de magnitud superior a 6,0. En 1936, un terremoto de magnitud 6,8 causó una destrucción significativa y muertes en el condado de Kangle, Gansu.

## Impacto
Se registraron al menos 137 muertos y 982 heridos; 115 personas murieron y 784 resultaron heridas en Gansu. Setenta y ocho personas murieron en Dahejia, 23 en el municipio de Liuji, ocho en Shiyuan, tres en Chuimatan y uno en cada uno de los municipios de Xu Hujia, Guanjiachuan y Zhongzuiling. En la vecina provincia de Qinghai se registraron 22 muertos,. 198 heridos y 12 desaparecidos. Se cree que los desaparecidos quedaron sepultados por un deslizamiento de tierra. Todas las muertes en Qinghai  ocurrieron en la ciudad de Haidong. Se dijo que al menos 16 de los heridos se encontraban en estado crítico. Más de 140.000 personas se vieron afectadas en toda la región. El terremoto fue considerado el más mortífero que ha afectado a China desde el Terremoto de Ludian de 2014. Li Haibing, experto de la Academia China de Ciencias Geológicas, atribuyó las víctimas y los daños causados por el terremoto a su momento, poca profundidad, movimiento vertical y la baja calidad de los materiales de construcción en la zona.
En total, 15.000 casas se derrumbaron y otras 207.000 resultaron dañadas. En el condado de Jishishan, muchas casas se derrumbaron y al menos 5.000 edificios resultaron dañados. Un director del equipo de rescate dijo que muchas casas de la zona eran viejas y estaban hechas de arcilla. Los residentes quedaron atrapados en tres aldeas cercanas a Dahejia. En algunas aldeas quedaron interrumpidos los servicios de comunicaciones, transporte,electricidad y agua. Se produjo un deslizamiento de escombros debido a la licuefacción del suelo en la aldea de Jintian en el condado autónomo Minhe Hui y Tu, Qinghai. El deslizamiento de escombros enterró la aldea bajo 2,5 a 3 m (8 pies 2 pulgadas - 9 pies 10 pulgadas) de barro, destruyó 36 casas y dejó al menos 13 personas desaparecidas. En una aldea de Gansu, cuatro quintas partes de sus casas quedaron inhabitables.
Varios tramos de la autopista Qingshui-Dahejia quedaron bloqueados por desprendimientos de rocas. En el condado de Xunhua, viviendas en varias aldeas resultaron dañadas, incluidas las de los municipios de Qingshui, Daogu y Jishi. En el condado de Minhe, la ciudad de Guanting y el municipio de Zhongchuan se encuentran entre los lugares con víctimas y daños graves. Las conmociones también se sintieron en Lanzhou, lo que obligó a los residentes a abandonar sus viviendas. La Televisión Central de China informó que muchos edificios se derrumbaron mientras la gente huía a las calles.

## Respuesta

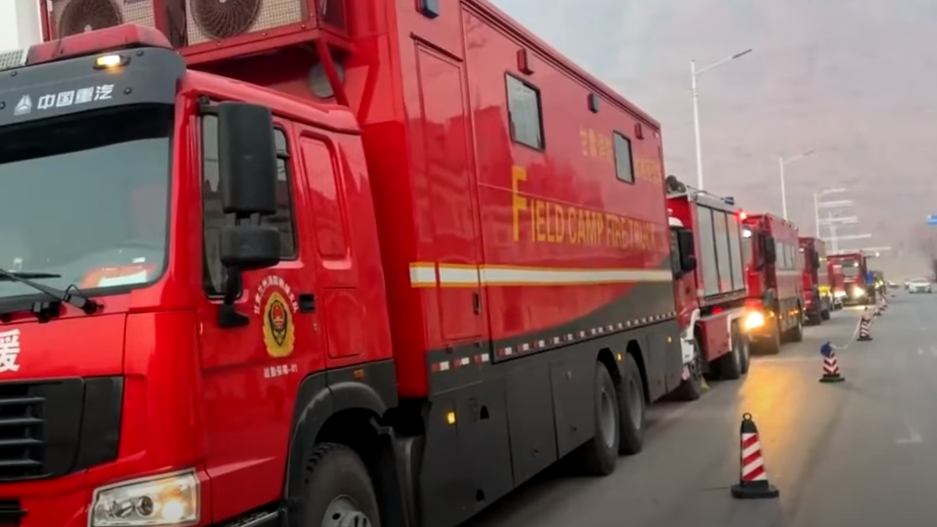
Camiones de rescate estacionados al costado de una carretera en Jishishan como resultado.

El líder chino —Xi Jinping— dijo que «se deben hacer todos los esfuerzos posibles para llevar a cabo búsqueda y rescate, tratar a los heridos de manera oportuna y minimizar las víctimas». El gobierno chino anunció 200 millones de yuanes en ayuda de emergencia para trabajos de rescate.
El Ministerio de Gestión de Emergencias de Beijing emitió una respuesta de emergencia de nivel cuatro. Los equipos de rescate de los departamentos de emergencias y bomberos locales fueron enviados a la región afectada. El Cuerpo de Bomberos de Gansu desplegó 1.440 efectivos,  88 camiones de bomberos, 12 perros de búsqueda y rescate y 10.000 equipos de rescate. Se distribuyeron refugios, camas plegables y mantas. Para ayudar al personal de emergencia local, el gobierno chino también envió equipos de rescatistas a la zona. Imágenes de las redes sociales mostraron al personal de rescate revisando los escombros y desplegando camillas para las víctimas. Los servicios de emergencia instalaron tiendas de campaña cuando las temperaturas en la zona cayeron por debajo del punto de congelación. Según se informa, las temperaturas en la región cayeron por debajo de −13 °C aproximadamente al mismo tiempo. Los servicios ferroviarios de pasajeros y de carga en la zona afectada fueron suspendidos para facilitar las inspecciones de seguridad. Un experto advirtió en China Newsweek que las gélidas condiciones podrían obstaculizar los esfuerzos de rescate y acortar el tiempo necesario para rescatar a los supervivientes. Los bomberos rescataron a un total de 78 personas en la mañana del 20 de diciembre, mientras que la búsqueda y el rescate se suspendieron el día anterior porque el tratamiento de los heridos se convirtió en una prioridad.
Los servicios ferroviarios de pasajeros y de carga en la zona afectada fueron suspendidos para facilitar las inspecciones de seguridad. Hu Changsheng, secretario del Comité del Partido Comunista Chino en Gansu, y el gobernador Ren Zhenhe visitaron posteriormente las zonas afectadas. En Dahejia, más de 140 trabajadores del hospital local atendieron a los heridos. Se desarrollaron grietas dentro de las paredes, lo que obligó a colocar camas improvisadas al borde de la carretera. Los residentes de la aldea fueron evacuados mientras los taxis transportaban a los supervivientes heridos. En la aldea de Dahe, un equipo de socorro estableció un campamento en la plaza del pueblo. Se distribuyeron refugios, camas plegables y mantas.  Los 15 internados del condado de Jishishan, que albergaban a un total de 14.700 estudiantes y profesores, fueron evacuados. Al 20 de diciembre,  más de 87.000 personas habían sido reasentadas en Gansu. Muchos residentes afectados residían en tiendas de campaña improvisadas de plástico y colchas. El 21 de diciembre se construyeron viviendas de una sola habitación.  También comenzaron las procesiones fúnebres para la mayoría de las víctimas, siguiendo las costumbres islámicas de acuerdo con la fe predominante en la región afectada.

## Reacciones
El secretario de la ONU, António Guterres, expresó su solidaridad con el pueblo y el gobierno chinos y expresó sus condolencias a las familias de las víctimas. La presidenta taiwanesa, Tsai Ing-wen, expresó sus condolencias y ofreció ayuda, mientras que el primer ministro interino paquistaní, Anwaar ul Haq Kakar, dijo que estaba "profundamente entristecido" por el terremoto. El Ministerio de Asuntos Exteriores de Turquía ofreció sus condolencias a las víctimas del terremoto en un comunicado. El primer ministro ruso, Mijaíl Mishustin, expresó sus condolencias por las víctimas al primer ministro chino, Li Qiang, durante una reunión. Según el portavoz del Ministerio de Asuntos Exteriores, Wang Wenbin, los líderes de 20 países:  expresaron sus condolencias.